# Meteora (musica)

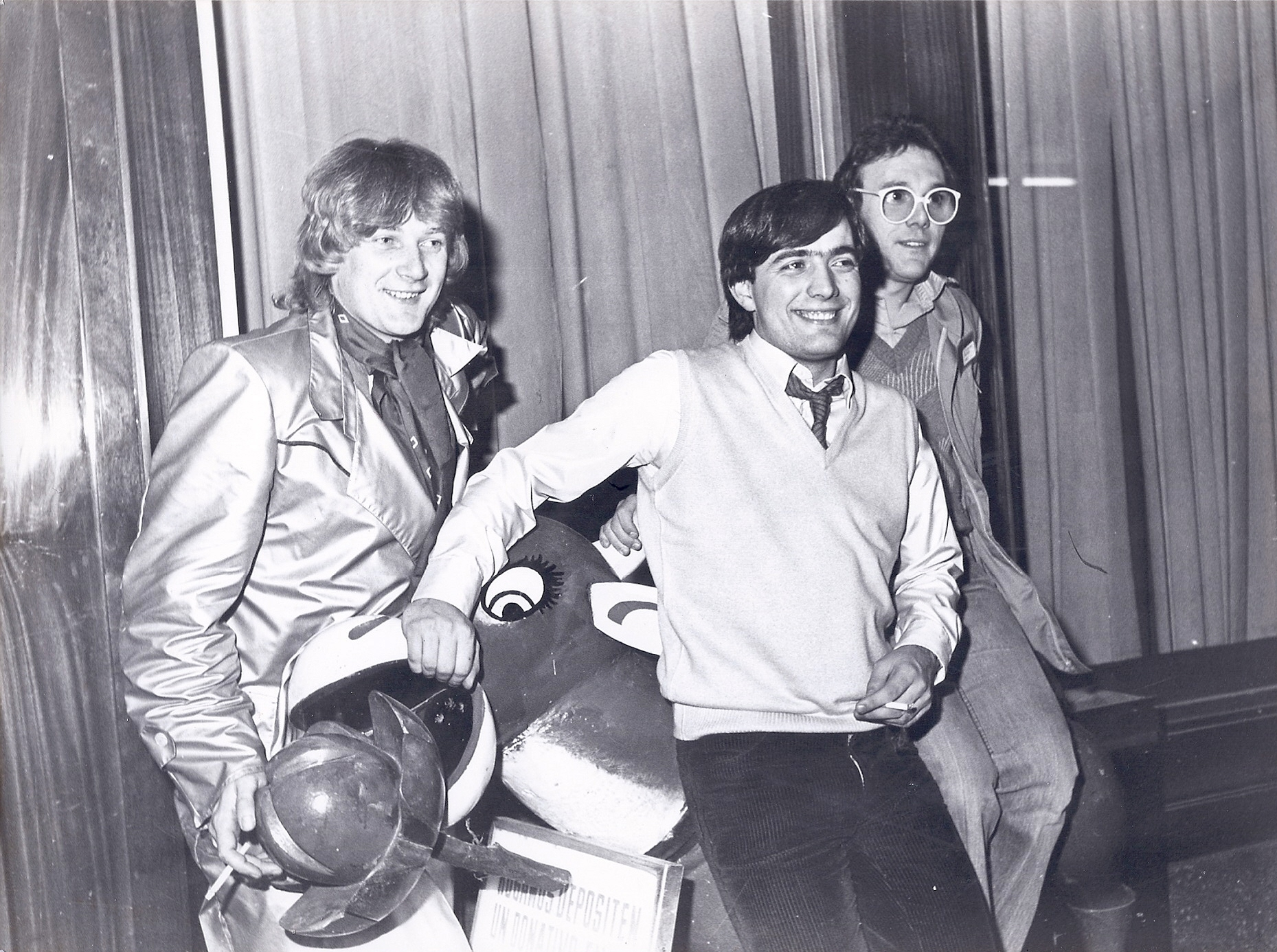
I Buggles si sono guadagnati lo status di meteora grazie alla loro Video Killed the Radio Star del 1979.

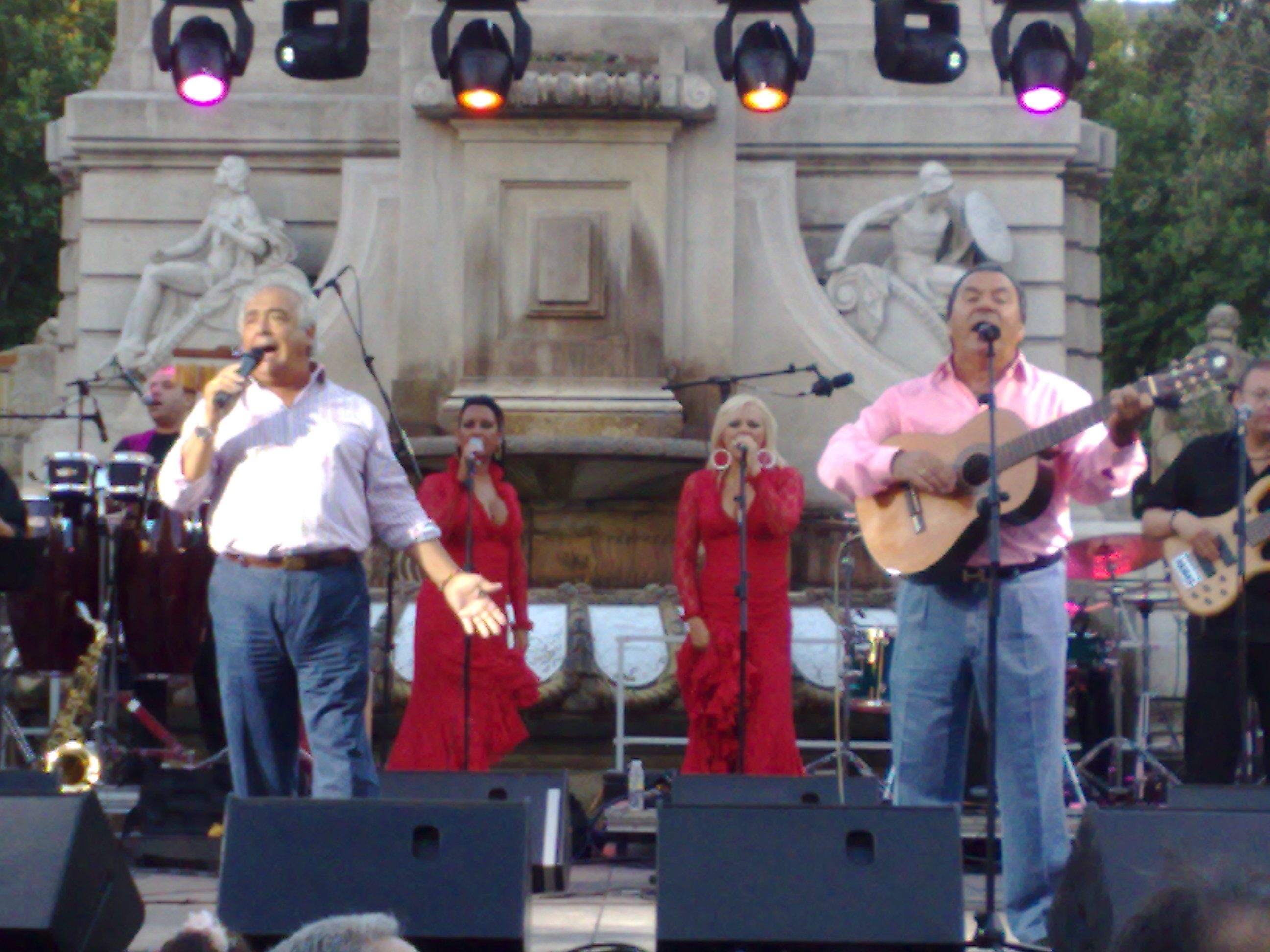
Gli spagnoli Los del Río, che sono diventati celebri per la loro Macarena del 1995, sono un esempio di meteora.

Nell'industria musicale, viene definito meteora o one-hit wonder un artista o gruppo musicale noto al grande pubblico per un solo brano musicale.

## Descrizione
Le meteore sono, nella maggior parte dei casi, contestuali di tutti quei generi musicali che godono di grande visibilità, tra cui il pop e il rock. Molteplici sono i fattori che possono rendere un musicista o gruppo celebri per una sola traccia: secondo Medium, tra questi si possono citare la mancanza di fiducia che una data etichetta discografica mostra verso un artista dopo che questi ha pubblicato una hit, una ripetitività musicale che non porta più benefici, l'assenza di passaggi radio o cause personali; secondo Wired, il fenomeno è determinato dall'intensa ma breve campagna pubblicitaria ad essi dedicata, i videoclip del loro principale successo e l'utilizzo dei suddetti brani in media di sorta (ad es. film, serie televisive e pubblicità).

## Storia
Negli anni cinquanta del Novecento, con il diffondersi dei jukebox e i 45 giri, il singolo acquisì una sua autonomia al di là dell'interprete: ciò si tradusse nell'intendere l'artista con il singolo stesso. Il fenomeno si ripeterà nei decenni seguenti. La moda della disco music, ad esempio, portò a un'enorme diffusione di singoli in formato 45 giri e i maxi singoli, considerato il formato più importante per questo genere di musica. Forse a causa dell'uso frequente dei videoclip, si assistette a un'esplosione di meteore specialmente nel 1997 e il 1998.
Il fenomeno delle meteore ha destato l'interesse di riviste, programmi televisivi, esperti del settore ed editori musicali. Svariate sono le liste dedicate a brani celebri pubblicati da questa categoria di artisti. Ad esempio, il canale televisivo statunitense VH1 compilò due lunghe casistiche ad esse dedicate nel 2002 (VH1's 100 Greatest One-Hit Wonders) e nel 2009 (100 Greatest One-Hit Wonders of the 80's).
1. Los del Río — Macarena (1995)
2. Soft Cell — Tainted Love (1982)
3. Dexys Midnight Runners – Come On Eileen (1982)
4. Right Said Fred — I'm Too Sexy (1991)
5. Toni Basil — Mickey (1982)
6. Baha Men — Who Let the Dogs Out? (2000)
7. Vanilla Ice — Ice Ice Baby (1990)
8. A-ha — Take on Me (1985)
9. Gerardo — Rico Suave (1991)
10. Nena — 99 Luftballons (1984)

La classifica tiene conto però solo di una sola canzone di successo negli Stati Uniti, ignorando quindi eventuali carriere musicali di successo all'estero.

### In Italia
- Bruno D'Andrea con Na-no na-no (1979)
- Mino Vergnaghi con Amare (1979)
- Pino D'Angiò con Ma quale idea (1980)
- Paolo Barabani con Hop Hop somarello (1981)
- Eduardo De Crescenzo con Ancora (1981)
- Gazosa con www.mipiacitu (2001)
- Valeria Rossi con Tre parole (2001)
- Velvet con Boyband (2001)
- Francesco Facchinetti con La canzone del capitano (2003)
- Sugarfree con Cleptomania (2004)

Artisti stranieri meteore in Italia:
- Norman Greenbaum con Spirit in the Sky (1969)
- Steve Harley & Cockney Rebel con Make me smile (Come up too see me) (1975)
- Orchestral Manoeuvres in the Dark con Enola Gay (1980)
- Patrick Hernandez con Born to Be Alive (1978)
- The Buggles con Video Killed the Radio Star (1979)
- Spliff con Carbonara (1982)
- Captain Sensible con Wot (1982)
- Laid Back con Sunshine Reggae (1983)
- Sandy Marton con People from Ibiza (1984)
- Doctor & the Medics con Spirit in the Sky (1986)
- Black con Wonderful Life (1987)
- Cutting Crew con (I Just) Died in Your Arms (1986)
- Tracy Spencer con Run to Me (1986)
- Mecano con Hijo de la luna (1986)
- Twenty 4 Seven con I can't stand it (1990)
- Banderas con This is Your Life (1991)
- Ten Sharp con You (1991)
- 4 Non Blondes con What's Up? (1993)
- Ké con Strange World (1995)
- Cecilia Gayle con El Pam Pam (1998)
- Miranda con Vamos a la playa (1999)
- Lou Bega con Mambo No. 5 (1999)
- Las Ketchup con Aserejé (2002)
- Juanes con La camisa negra (2004)
- Sporto Kantes con Whistle (2008)
- Alexandra Stan con Mr. Saxobeat (2010)
- Saule e Charlie Winston con Dusty Men (2012)
- Robin Thicke con Blurred Lines (2013)

## Le 100 migliori One-Hit Wonder degli anni '80
Nel 2009, sempre VH1 compilò l'elenco 100 Greatest One-Hit Wonders of the 80's, ovvero i "100 migliori one-hit wonder degli anni '80", la cui top ten era così composta:
1. Dexys Midnight Runners — Come On Eileen (1982)
2. A Flock of Seagulls — I Ran (So Far Away) (1982)
3. A-ha — Take on Me (1985)
4. Tommy Tutone — 867-5309/Jenny (1981)
5. Soft Cell — Tainted Love (1982)
6. Toni Basil — Mickey (1982)
7. Modern English — I Melt with You (1982)
8. Bow Wow Wow — I Want Candy (1982)
9. Kajagoogoo — Too Shy (1983)
10. Frankie Goes to Hollywood — Relax (1983)